# Дубовое (Тамбовская область)
Дубовое — село в Петровском районе Тамбовской области России. 
Входит в Петровский сельсовет.

## География
Расположено на реке Избердейка, в 2 км к юго-востоку от райцентра, села Петровское, и в 78 км к западу от центра Тамбова.

## Население
| 2002 | 2010 |
| ---- | ---- |
| 1000 | ↘996 |

Согласно результатам переписи 2002 года, в национальной структуре населения русские составляли 95 % от жителей.